# Valuéjols

Valuéjols este o comună în departamentul Cantal, Franța. În 1 ianuarie 2022 avea o populație de 578 de locuitori.